# Santuario (ort i Colombia, Risaralda, lat 5,07, long -75,96)
Santuario är en ort i Colombia.   Den ligger i departementet Risaralda, i den centrala delen av landet, 210 km väster om huvudstaden Bogotá. Santuario ligger 1 580 meter över havet och antalet invånare är 6 815.
Terrängen runt Santuario är kuperad åt sydost, men åt nordväst är den bergig. Runt Santuario är det ganska tätbefolkat, med 172 invånare per kvadratkilometer. Närmaste större samhälle är Belén de Umbría, 17,7 km nordost om Santuario. I omgivningarna runt Santuario växer i huvudsak städsegrön lövskog.